# Calliste béryl
Pour les articles homonymes, voir Béryl (homonymie).
Tangara nigroviridis
Espèce
Statut de conservation UICN

 LC  : Préoccupation mineure
Le Calliste béryl (Tangara nigroviridis), également appelé Tangara à taches d'argent, est une espèce de passereaux de la famille des Thraupidae.

## Répartition géographique
Cet oiseau vit dans la moitié nord des Andes.

## Sous-espèces
D'après la classification de référence (version 5.2, 2015) du Congrès ornithologique international, cette espèce est constituée des quatre sous-espèces suivantes (ordre phylogénique) :
- Tangara nigroviridis cyanescens ;
- Tangara nigroviridis nigroviridis ;
- Tangara nigroviridis lozanoana ;
- Tangara nigroviridis berlepschi.